# Partito Socialista Unitario (1949)
Il Partito Socialista Unitario fu un partito politico italiano di orientamento socialdemocratico fondato nel dicembre 1949 dalla confluenza fra tre diverse formazioni:
- il Movimento Socialista Autonomista (noto anche come Movimento di Unificazione Socialista), affermatosi su iniziativa di Giuseppe Romita in seguito ad una scissione dal Partito Socialista Italiano;
- l'Unione dei Socialisti;
- la corrente di sinistra uscita dal Partito Socialista dei Lavoratori Italiani (PSLI), rappresentata da Giuseppe Faravelli, Ugo Guido Mondolfo, Mario Zagari.

Alla Camera il partito fu sufficientemente forte da costituire un proprio gruppo di 15 deputati, mentre nell’altro ramo del parlamento non si riuscì a raggiungere la decina di senatori necessari allo stesso scopo.
Il progetto politico del partito, che si considerava transitorio, era di riunire tutti i socialisti, da qui il termine Unitario, con l’obiettivo di sopravanzare sia i comunisti che i democristiani. Gli appoggi esteri, attraverso l’Internazionale Socialista, non mancavano: sia la SFIO che il Labour, peraltro in quel periodo entrambi al governo, avrebbero gradito sia avere un loro partito fratello con la loro stessa primaria importanza, sia limitare l’influenza esercitata da statunitensi e russi sull'Italia tramite i due partiti maggiori. Tutto ciò era però evidentemente irrealistico e irrealizzabile sia sul piano della politica interna che di quella internazionale.
Il 1º maggio 1951, dalla fusione del PSLI e del PSU, si costituì il Partito Socialista - Sezione Italiana dell'Internazionale Socialista (PS-SIIS), che il 7 gennaio 1952 assunse la denominazione di Partito Socialista Democratico Italiano (PSDI).